# Johann Michaelis (Politiker)
Johann Michaelis (* 18. Oktober 1869 in Wismar; † 22. August 1947 Wismar) war ein deutscher Politiker (DVP).

## Biografie
Michaelis übernahm zusammen mit seinem Bruder Gustav nach dem Tod des Vaters die väterliche Weinhandlung in Wismar, Hinter dem Rathaus 3. Er stieg jedoch schon 1912 wieder aus dem gemeinsamen Geschäft aus und wurde Bankier. Er war zunächst stellvertretender Direktor der Städtischen Ersparnisanstalt, dann stellvertretender Direktor der Vereinsbank und schließlich Direktor der Girozentrale in Wismar. Seit 1913 war er Mitglied der Bürgerschaft in Wismar, später auch Stadtrat (bis 1933). 1919 wurde er für die nationalliberale DVP Abgeordneter im Verfassunggebenden Landtag von Mecklenburg-Schwerin, sowie anschließend Mitglied im ersten und zweiten ordentlichen Landtag von Mecklenburg-Schwerin. 